# 新鴫野橋
新鴫野橋（しんしぎのばし）は、大阪府大阪市中央区大阪城と城見1丁目を結ぶ、第二寝屋川に架かる橋である。南詰に大阪城公園、北詰に大阪ビジネスパークが広がる。
元の橋名は鴫野橋（しぎのばし）で、町衆が架橋を行うことが多かった大坂の街では珍しい公儀橋の一つであった。

## 概略
最初の架橋時期は不明であるが、豊臣政権下の大坂城絵図や大坂の陣を描いた古絵には描かれていないことから、1620年（元和6年）以降、徳川政権による大坂城の修築以降に架橋されたと考えられている。1666年（寛文6年）に京橋口定番の下屋敷が置かれた弁天島と大坂城北外曲輪を結ぶ橋として、その役割を果たした。
実質的に大坂城内の橋だったことに加え、明治以降も早々に兵部省（のち陸軍省）の所管となったため、長らく一般の通行がなかった。鴫野橋の存在と橋名がほとんど認知されていなかったためか、1931年（昭和6年）に寝屋川に架橋された大阪市道上新庄生野線の橋が「鴫野橋」と命名されてしまい、後に「鴫野橋」ではなく当橋の方が改称を迫られることになる。
1879年（明治11年）には、橋の南側の大坂城青屋口から北西の京橋口にかけて、大日本帝国陸軍の大阪砲兵工廠が建設され、明治の終わり頃には南東の玉造口にかけて、さらには橋の北側の弁天島にも拡張されている。この陸軍省所管時代に鉄橋に架け替えられたことは分かっているが、正確な架け替え時期の記録は残っていない。口伝では、1935年（昭和10年）3月に橋長約55m、幅員8mの規模で架け替えられたといわれている。
敗戦後に陸軍省が廃止されて、橋の所管が大阪市へ移管された際に、上述の全く別の「鴫野橋」との橋名重複を回避するため、新鴫野橋に改称されてしまった。「鴫野橋」の方が大阪市所管としては先ということになるためで、まるで後から架橋されたかのような橋名になっているが、新鴫野橋の方がはるかに長い歴史を有する。
1988年（昭和63年）に老朽化に伴って、橋長61m、幅員8mの現在の橋に架け替えられた。なお、架け替えにあたっては擬宝珠が高欄に取り付けられ、また橋のたもとには由来碑も整備された。近年行われた大坂城内の発掘調査で発見された石垣の配置から、江戸時代の鴫野橋が現在の新鴫野橋とほぼ同じ位置に架けられていたであろうことが確かめられている。
橋上の自動車通行時の制限速度は時速40kmである。

## 脚註
1. 1 2 3 4 5 6 7 8 9 10 11 12  大阪市：新鴫野橋（しんしぎのばし）（大阪市 建設局道路部橋梁課、2016年12月26日）
2. 1 2 3 4 5 6 7 8 9 10 11 12  新鴫野橋〈第二寝屋川〉（大阪市、2013年3月11日）
3. ↑  鴫野神社（大阪観光コンベンション、2012年2月11日）
4. ↑  File:新鴫野橋2.png